# Füves
Füves (Vărzari), település Romániában, a Partiumban, Bihar megyében.

## Fekvése
A Réz-hegység alatt, Margittától délkeletre, Várvíz és Forduló közt fekvő település.

## Története
Füves nevét 1888-ban említette először oklevél Verzár néven.
A 19. század első felében a Baranyiak voltak a földesurai, a 20. század elején pedig gróf Zichy Jenőnek volt itt nagyobb birtoka és szép kastélya, melyet még a Baranyiak építtettek.
Határában két szép vízesés található.
1910-ben 343 lakosából 29 magyar, 314 szlovák volt. Ebből 320 római katolikus, 9 református, 14 izraelita volt.
A trianoni békeszerződés előtt Bihar vármegye Margittai járásához tartozott.